# Arroyo de los Molles
El arroyo de los Molles es un curso de agua uruguayo ubicado en el departamento de Lavalleja, perteneciente a la cuenca hidrográfica de la laguna Merín.
Nace en la cuchilla Grande, desemboca en el arroyo de Godoy tras recorrer alrededor de 22 km.
- Datos: Q5706179